# Руднево (деревня, Москва)
Ру́днево — деревня в Троицком административном округе Москвы (до 1 июля 2012 года была в составе Наро-Фоминского района Московской области). Входит в состав поселения Новофёдоровское.

## История
Название села Руднево, предположительно, произошло от некалендарного личного имени Руден.
Село упоминается в XVI веке. Тогда там была деревянная церковь, вместо которой в конце XVII века построили каменный храм Рождества Богородицы. В XIX веке село Руднево являлось административным центром Рудневской волости Верейского уезда. В 1899 году в селе проживало 213 человека, была церковно-приходская школа, волостное правление, квартира урядника, почтовое отделение. В 1937 году церковь закрыли, а в 1955 снесли.

## Население
| 1852 | 1859 | 1899 | 1926 | 2002 | 2006 | 2010 |
| ---- | ---- | ---- | ---- | ---- | ---- | ---- |
| 161  | ↗178 | ↗213 | ↗267 | ↘54  | ↘35  | ↗187 |

Согласно Всероссийской переписи, в 2002 году в деревне проживало 54 человека (25 мужчин и 29 женщин); преобладающая национальность — русские (96 %). По данным на 2005 год, в деревне проживало 35 человек.

## География
Деревня Руднево находится примерно в 22 км к западу от центра города Троицка. В 5 км к северу от деревни проходит Киевское шоссе. Рядом протекает река Пахра. К югу от деревни находится Рудневское кладбище.

## Транспорт
Через деревню проходит дорога местного значения Пл. Рассудово — Яковлевское — Белоусово (и далее к разным СНТ). По ней работает автобусный маршрут Наро-Фоминского ПАТП № 1038 (недоступная ссылка — история). Селятино — Пл. Рассудово — Белоусово, остановку в Руднево делают 6 пар в день.
В деревне на юго-запад от дороги ответвляется местная дорога к посёлку Круги и посёлку Зосимова Пустынь.

## Достопримечательности
В деревне Руднево находится церковь Рождества Пресвятой Богородицы, построенная в 2002 году вместо старого храма, снесённого в 1954 году.

## Известные уроженцы
- Широков, Николай Николаевич (1919—1953) — полный кавалер ордена Славы[14].